# Banguela
Banguela oberlii
Genre
Espèce
Banguela est un genre de ptérosaure azhdarchoïde datant du Crétacé inférieur (étage Albien) dans ce qui est aujourd’hui le Brésil. Une seule espèce est connue : Banguela oberlii.

## Découverte et dénomination
Le collectionneur suisse Urs Oberli a acquis un fragment de mâchoire de ptérosaure provenant de la Chapada do Araripe (en). En 2005, ce fragment a été décrit par André Jacques Veldmeijer et ses collègues, et attribué à Thalassodromeus sethi.
En 2015, Jaime Headden et Hebert Bruno Nascimento Campos ont désigné ce fossile comme appartenant à un genre distinct, Banguela, avec pour espèce type Banguela oberlii. Le nom générique est un mot portugais brésilien signifiant « édentée », utilisé de manière affectueuse pour désigner les femmes âgées. Le nom spécifique rend hommage à Oberli.
L’holotype, NMSG SAO 251093, a probablement été trouvé dans la Formation Santana, datant de l’Albien. Il se compose de la symphyse, l’extrémité avant fusionnée, des mâchoires inférieures.

## Description

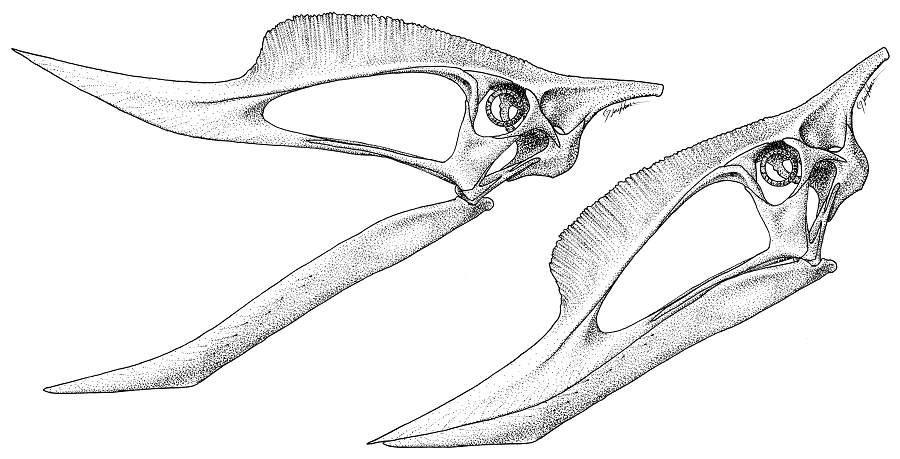
Le spécimen reconstruit en tant que dsungariptéride par Jaime Headden.

Banguela aurait eu une longueur de crâne estimée à environ 61 centimètres (2 pieds) et une envergure de plus de 3,7 mètres (12 pieds). La symphyse, longue de 273 millimètres (10,7 pouces), est courbée vers le haut et présente une dépression relativement courte à l’arrière supérieur. Le bord supérieur avant de la symphyse est tranchant. Le bord inférieur avant l’est aussi, mais ne présente pas de véritable crête. Aucune dent ni alvéole dentaire n’est visible sur le fragment.

## Phylogénie
En 2005, Veldmeijer avait déjà relevé des similitudes avec Dsungaripterus, mais considérait que les données disponibles étaient insuffisantes pour en tirer des conclusions. En 2015, Headden et Campos ont classé Banguela dans la famille des Dsungaripteridae, dans une position basale. Le cladogramme issu de leur analyse est présenté ci-dessous :
|  | Banguela oberlii                                                                |
|  |                                                                                 |
|  | \| \| Dsungaripterus weii \| \| \| \| \| \| Noripterus complicidens \| \| \| \| |
|  |                                                                                 |
|  | Dsungaripterus weii                                                             |
|  |                                                                                 |
|  | Noripterus complicidens                                                         |
|  |                                                                                 |

|  | Dsungaripterus weii     |
|  |                         |
|  | Noripterus complicidens |
|  |                         |

|  | Chaoyangopteridae |
|  |                   |
|  | Azhdarchidae      |
|  |                   |

|  | Thalassodromidae |
|  |                  |
|  | Tapejaridae      |
|  |                  |

|  | Chaoyangopteridae |
|  |                   |
|  | Azhdarchidae      |
|  |                   |

|  | Thalassodromidae |
|  |                  |
|  | Tapejaridae      |
|  |                  |

|  | Banguela oberlii                                                                |
|  |                                                                                 |
|  | \| \| Dsungaripterus weii \| \| \| \| \| \| Noripterus complicidens \| \| \| \| |
|  |                                                                                 |
|  | Dsungaripterus weii                                                             |
|  |                                                                                 |
|  | Noripterus complicidens                                                         |
|  |                                                                                 |

|  | Dsungaripterus weii     |
|  |                         |
|  | Noripterus complicidens |
|  |                         |

|  | Chaoyangopteridae |
|  |                   |
|  | Azhdarchidae      |
|  |                   |

|  | Thalassodromidae |
|  |                  |
|  | Tapejaridae      |
|  |                  |

|  | Chaoyangopteridae |
|  |                   |
|  | Azhdarchidae      |
|  |                   |

|  | Thalassodromidae |
|  |                  |
|  | Tapejaridae      |
|  |                  |

Si Banguela était un ptérosaure dsungariptéride, il se distinguerait du reste du groupe par l’absence totale présumée de dents. D’autres groupes de ptérosaures, tels que les ptéranodontidés, les nyctosauridés et les azhdarchoïdes, ont également perdu leurs dents, ce qui suggère que la perte de dents pourrait s’être produite de manière indépendante au moins quatre fois chez les ptérosaures. Toutefois, comme les dsungariptéridés sont parfois considérés comme des azhdarchoïdes dérivés, il est possible que la perte de dents soit survenue plus souvent encore, surtout si l’on considère, selon la Loi de Dollo, que les azhdarchoïdes étaient à l’origine édentés,. Si de nombreux cas de ce type ont réellement existé, Banguela pourrait illustrer le processus typique : développement de rhamphothèques cornées (sortes de becs) aux extrémités des mâchoires, accompagné d’un appauvrissement progressif de la dentition jusqu’à ce que les dents deviennent inutiles. Étant donné que les dsungariptéroïdes possèdent certaines des dents les plus spécialisées parmi tous les sauropsides, l’édentation de Banguela pourrait indiquer une forme de spécialisation divergente.
Cependant, son identification en tant que dsungariptéride a été contestée par d’autres chercheurs, car aucun trait sans équivoque propre à ce groupe n’a été trouvé sur le spécimen type,,. En 2018, une étude a proposé que Banguela soit en réalité une espèce de Thalassodromeus (T. oberlii), ce qui l’assignerait alors au clade des Thalassodromidae. En 2020, McPhee et ses collègues ont considéré Banguela comme un genre valide, mais l’ont attribué à la famille des Chaoyangopteridae.